# Hoplopleura myomyis
Hoplopleura myomyis är en insektsart som beskrevs av Kim och Emerson 1973. Hoplopleura myomyis ingår i släktet Hoplopleura och familjen gnagarlöss. Inga underarter finns listade i Catalogue of Life.